# It's Real (John Lennon)
It's Real è la traccia conclusiva del box set John Lennon Anthology e del disco Acoustic del 1998. Il brano è strumentale, con una melodia fischiettata accompagnata da accordi di chitarra acustica. Il nastro venne registrato da Lennon nel 1979, prima del suo ritorno in studio di registrazione con l'album Double Fantasy dell'anno seguente; alla fine, si possono udire delle parole tra lui e la moglie Yōko Ono. La canzone venne scelta per l'inclusione nell'album per scelta della Ono e dell'ingegnere del suono Rob Stevens. Su Acoustic, i crediti di produttore vanno alla sola artista giapponese.

## Formazione
- John Lennon: fischi, chitarra acustica[1]